# Judasbrevet
Judasbrevet er med sit ene kapitel blandt de korteste skrifter i Det Nye Testamente og det sidste af de katolske breve. Forfatteren er ifølge brevet Judas, Jakobs bror (ikke at forveksle med Judas Iskariot), men det regnes af flere forskere som et pseudonym.
Skriftet er en opfordring til at kæmpe for den rette kristne tro og en advarsel til menigheden mod de vranglærere, som "misbruger vor Guds nåde til løsagtighed". Brevet er karakteriseret af skarpe fordømmelser af disse vranglærere og maleriske beskrivelser af dommen over dem. Der gøres i teksten ofte brug af billeder, fortællinger og metaforer særligt hentet fra Det Gamle Testamente og anden jødisk litteratur.

## Indledende spørgsmål

### Forfatter
Skriftet indledes med ordene: "Fra Judas, Jesu Kristi tjener og Jakobs bror" og hentyder derved til den Judas, der var en af Jesu brødre. Der er dog andre i Det Nye Testamente, der hedder Judas og kunne være forfatteren. Særligt den Judas blandt Jesu apostle, der i Lukas 6,16 kaldes Judas, Jakobs søn, og i de andre evangelier kaldes for Thaddæus  er blevet foreslået som forfatter til brevet. Det er hævdet, at benævnelsen Judas, Jakobs søn, i Lukas 6,16 kunne oversættes med Judas, Jakobs bror. De fleste forskere afviser imidlertid en sådan oversættelse. I det hele taget er der stor enighed om, at titlen må hentyde til Judas, Jesu bror, som også var bror til den berømte kirkeleder Jakob den Retfærdige.

#### Judas, Jesu bror
Vi ved ikke meget om denne Judas modsat hans bror Jakob, der er en historisk person og en af de mest centrale skikkelser i oldkirken. Han nævnes i evangelierne, hos Paulus og hans død bliver omtalt af den jødiske historiker Josefus. At Jakob og Jesus skulle have flere brødre nævnes i Markus 6,3 og 1. Korintherbrev 9,5, og de har navnene Joses/Josef, Judas og Simon. Judas, som var bror til Jesus og Jakob havde derfor sandsynligvis ligeledes en ledende position i den tidlige kirke. Som Jesu andre brødre har han sikkert også været skeptisk overfor Jesus, mens han levede, men har sluttet sig til disciplene efter opstandelsen. Judas kan have oplevelet mødet med den opstandne Kristus, som Paulus fortæller, at Jakob havde. Ifølge 1 Kor 9,5 kunne det tyde på, at Judas som de andre af Jesu brødre var gift, og hans missionsarbejde har sikkert, ligesom Jakobs, hovedsageligt været blandt jøder. Brevet tyder også på at være skrevet til jødekristne. Ellers ved vi ikke ret meget om ham, bortset fra at Eusebius (f. 265- d. 340) i sin kirkehistorie refererer til Hegisippus, der beretter, hvordan Judas' sønnesønner blev indklaget for kejseren Domitian (81-96 e.Kr), som statsfarlige slægtninge til den korsfæstede Jesus og som efterkommer af Davids hus. Men da kejseren så, at de var upolitiske og ufarlige bønder, sendte han dem hjem. Da Eusebius ikke nævner noget om Judas, kunne det tyde på at Judas var død før denne episode. Der fortælles også, at der levede efterkommere af Judas på Trajans tid (98-117 e.Kr.)
Selv om der er enighed om, at der hentydes til Judas, Jakobs bror, Jesus bror, er der dog langt fra enighed om, at det var denne Judas, der skrev brevet. De fleste forskere hælder til, at brevet er pseudonymt. Det er dog svært at se pga. brevets korthed. Det er svært at fastsætte baggrunden for skriftet og dets affattelsestidspunktet; også fordi vi ved så lidt om denne Judas.

#### Pseudonymitet
Pseudonyme skrifter, der bar navnet på en nytestamentlig person som apostlene eller Jesu søskende (f.eks. Jakobs Forevangelium) var meget almindelige fra det andet århundrede, hvilket fremmede heterodoks (uortodoks) lære. Disse skrifter var populære men ikke accepterede, og kaldes apokryfiske skrifter. Dog var apokryfe skrifter inden for brevlitteraturen ikke særligt hyppige, og uden for Det Nye Testamentes kanoniske skrifter er der kun enkelte pseudonyme breve, der alle er forholdsvis uinteressante (Laodikenserbrevet, Seneca og Paulus, Abgar og Jesus) Det skyldtes formentlig, at denne genre ikke var så populær og interessant at skrive og læse, som de andre genrer, hvor der var grobund for talrige fantasifulde beretninger både i evangelielitteraturen, apokalypserne og apostelakterne).
Dog har forskere efter den historisk-kritiske metodes frembrud kaldt en stor del af de nytestamentlige skrifter pseudonyme, især ud fra sproglige forskelle og teorier om, hvilken teologi de forskellige forfattere måtte have. Men Judas' brev er svært at sammenligne, da det er det eneste, der påstås at være skrevet af hans hånd.
Der er dog argumenter for, at brevet skulle være skrevet under pseudonym:
- Ifølge vers 17 virker det til, at aposteltiden er forbi, og at brevet er skrevet sent. Da det ligeledes ud fra Eusebius' kirkehistorie tyder på, at Judas døde, før kejser Domitian indstævnede hans brødre, virker det ikke muligt, at Judas skulle kunne have nået at skrive brevet.[17]
  - Det er dog ikke et afgørende argument: for det første kan vers 17 tolkes anderledes (se senere afsnit).
  - For det andet udelukker Eusebius' beretning ikke, at Judas stadig skulle leve. Desuden er der heller ingen grund til at stole for meget på Eusebius' kilde Hegissipus.[18] Teksten har klare apologetiske formål, og der kan påvises mange historiske usandsynligheder i kilden, som at Judas' sønnesønner skulle være sendt til Rom og stillet for kejseren, og at forfølgelsen derefter blev indstillet, så trods en sandsynlig historisk kerne bør denne kilde ikke være afgørende i forfatter- og dateringsspørgsmål.[19]
- Brevet er skrevet på godt græsk (omend af en med et semitisk modersmål). Det må anses som tvivlsomt, at Judas beherskede græsk så godt.[20] Det græske sprog var dog vidt udbredt, og Judas har været missionær sikkert også uden for Israel i mange år, og har kunnet få det brede ordforråd, der er i Judasbrevet. Derudover er Judasbrevets litterære stil ikke nær så god som ordforrådet. Alligevel ville det være højst bemærkelsesværdigt, hvis denne tidligere tømrer selv skulle have skrevet brevet. Brevet kunne dog sagtens været skrevet af en sekretær (mere eller mindre afhængigt af Judas' citat) og derfor er heller ikke dette argument afgørende.[21]
- Peters Andet Brev, særligt andet kapitel, har så mange ligheder med Judasbrevet, at der må være en sammenhæng. Her mener de fleste forskere, at det er 2. Petersbrev, der har gjort brug af Judas' brev, men også dette spørgsmål er omdiskuteret (se senere afsnit)
- Andre begrundelser er, at brevet sandsynligvis er skrevet omkring år 90-110, hvorfor Judas ikke har kunne skrive det. Argumenter for en sen datering er sporene af gnosticisme, en udviklet og velvokset kirke og de sociale og politiske faktorer, der må have forårsaget det frafald, der er ved at ske i kirken. Alle disse dateringer er dog så usikre, at heller ikke de kan afgøre sagen.

Teorien om brevets pseudonymitet er bredt accepteret, men har ikke for alvor kunnet bevises. Derved er også dette spørgsmål først og fremmest bestemt af trosmæssig forudindtagelse og holdninger som bibeltroskab og bibelkritik. Artiklen bruger navnet Judas om forfatteren, da det er den benævnelse, skriftet selv giver.

### Den kanoniske proces
Judasbrevet er forholdsvis godt bevidnet i oldkirken. Der findes spor af brevet i flere skrifter allerede fra slutningen af første eller begyndelsen af andet århundrede. I forløbet med at samle en kanon til Det Nye Testamente var der diskussion om Judasbrevet, modsat de fleste øvrige skrifter i Det Nye Testamente. Kirkefædre som Clemens af Alexandria, Tertullian og Det Muratoriske Fragment mente, at brevet var ægte, mens Origenes nævnte, at trods han selv mente, det var et brev af Herrens bror, så var der var nogle, som tvivlede på brevets ægthed. Eusebius, Didymus og Jerome nævnte ligeledes skriftet som omdiskuteret men accepteret af mange. Grunden til, at disse tøvede med at anerkende skriftet, skyldes brugen af de apokryfiske bøger Første Enoksbog og Moses' himmelfart (se senere afsnit). Disse protester har dog ikke haft effekt på skriftets kanoniske status bortset fra Den Syriske Kirke, der først anerkendte det som kanonisk i 6. århundrede.

### Datering
Da baggrunden for Judasbrevet er ukendt, kan affattelsestidspunktet vanskeligt bestemmes. Hvis det skulle være skrevet af Judas, Jesu bror, må brevet være skrevet mellem år 65-80, da han må være død før Domitian indstævnede hans sønnesønner (81-94 e.Kr.). I betragtning af denne kildes usikkerhed, bør beretningen om Domitian ikke tages som sikker. Det ville være muligt, at Judas havde levet måske endda helt op til år 90.
Vers 17; I skal genkalde jer de ord, som tidligere er sagt af vor Herre Jesu Kristi apostle, kunne give et praj om, at apostlene var døde, og brevet skrevet sent. Dog handler vers 17 ikke om, at apostlene er fortid, men blot at deres forkyndelse tilknyttet oprettelsen af denne bestemte menigheden er fuldført. Forskere, der se brevet som pseudonymt, daterer det ofte til lige før eller lige efter århundredeskiftet.

### Adressaten
Judas skriver "Til de kaldede, som er elsket af Gud Fader og bevaret for Jesus Kristus" (v1), og derudover er menigheden ikke nærmere specificeret som f.eks. Paulus' brev til filipperne. Det er også grunden til, at brevet hører til de katolske breve. De katolske breve betyder de almindelige breve, da de er skrevet for at have almen gyldighed til flere menigheder. Man regner med, at dette brev er henvendt til jødekristne læsere, da Judas nævner jødiske begivenheder som udvandringen fra Egypten og Ærkeenglen Mikael, Kain og Kora. Forfatteren bruger endvidere den jødiske apokalypse Første Enoksbog i sit brev.
Det eneste, vi derudover ved om menigheden, er, at den var i fare for at blive influeret af en eller anden form for hæresi (vranglære), men præcis hvilken vranglære, og hvor meget den havde gjort sig gældende, kan ikke bestemmes, da brevet ikke er konkret men generelt og alment.

## Indhold
Overordnet set er brevet en formaning "til at kæmpe for den tro, som én gang for alle er overdraget de hellige" (v3). Denne formaning kommer på baggrund af, at Judas egentlig ville have skrevet til menigheden om frelsen, men i stedet lægger det til side for at formane mod de falske lærere, der havde sneget sig ind i menigheden (v4). Judas bruger derefter det meste af sit brev på at karakterisere disse falske lærere og fortælle om den dom, der vil ramme dem.

### Inddeling
- Indledning (1-2).
- Advarsel mod falske lærere(3-16).
  - Grunden til brevet skyldes nødvendigheden i at advare mod falske lærere (3-4)
  - Afskrækkende eksempler på ugudelige mennesker og deres dom (5-7)
    - 1. Eksempel: Gud frelste israelitterne fra Egypten, men udryddede dem senere pga. vantro.(5)
    - 2. Eksempel: Ulydige engle der nu holdes bundne indtil dommedag(6)
    - 3. Eksempel: Sodoma og Gomorra der pga. utugtighed og homoseksualitet straffes med evig ild (7)

  - Karakteristik af de falske lærere (8-16)
    - De spotter både Herrens myndighed og andre overjordiske magter (8-9)
    - De er som umælende dyr og styret af instinkter (10)
    - De er som morderen Kain, som den griske Bileam og den opsætsige Kora (11)
    - De ødelægger agpemålatidet (12a)
    - De er som nyttesløse skyer, frugtløse træer, skummende bølger og vildtfarende stjerner (12b-13)
    - Enok havde profeteret om dommen over dem (14-15)
    - De klager over deres skæbne, mens de følger deres lyster og der indsmigrer sig for vindings skyld (16)
- Forskellige formaninger (17-23)
  - Formaning om at genkalde sig Jesu ord om at tage i agt for spotterne, der skaber splittelsen (17-19)
  - Formaning om at blive opbygget i troen og til at bede i Helligånden (17-23)
  - Formaning om at blive bevaret, mens der ventes på det evige liv (21)
  - Instruktion i hvordan man bør formane brødrene, der er i fare for frafald (22-23)
- Lovprisning og afslutning (24-25)

### Hensigt
Hensigten med brevet er at formane menigheden til at kæmpe for troen. I virkeligheden var han i færd med at skrive om den fælles frelse, hvad der vel har været en mere systematisk gennemgang af den tro, han taler om, altså den tro som en gang for alle er overdraget de hellige (3), hvad der vel er troen på Jesus og forsoningen på korset. Alligevel har forfatteren valgt at lægge dette arbejde fra sig, da der er et andet der åbenbart var mere presserende. Nemlig den situation at nogle mennesker har sneget sig ind i menigheden, og som ifølge Judas er en trussel mod troen. De er med til at bringe frafald til menigheden. Brevet er derfor en lang advarsel mod disse falske lærere, hvor han giver en karakteristik af dem og deres ugudelige livsførelse og fortæller om den frygtelig dom, der hviler over dem.

### Apostasi
Få steder i Det Nye Testamente er der så klare og advarende formaninger mod frafald (apostasi), som her i Judasbrevet. Judas' hensigt er jo at formane de kristne til at kæmpe for troen, så der ikke vil ske frafald. Fra vers 5-7 giver han nogle eksempler på frafald og de frygtelige konsekvenser, det medfører.
- 1. eksempel skal minde menigheden om, hvordan Gud først frelste israelitterne fra Egyptens slaveri,[27] men senere udryddede dem pga. vantro.[28] Med det eksempel advarer forfatteren disse jødiske-kristne til at huske på, at selvom Jesus nu har frelst dem, så vil de alligevel blive udryddet, hvis de viser sig vantro.
- 2. eksempel tager udgangspunkt i forestillingen om de engle, der ikke tog vare på deres hverv, men forlod deres rette bolig, og nu holdes bundne indtil dommedag (Jud 6). Dette eksempler kommer fra 1. Mosebog 6,1-4,[29] der kort hentyder til et (seksuelt?) frafald hos englene. Disse korte vers fra Første Mosebog gav i århundredet op til Jesu tid stof til mange spekulationer om engle. Ifølge disse forestillinger havde englene den tjeneste fra Gud at holde stjernerne og planeterne i deres bane, så verdensaltets ligevægt blev opretholdt. Men englene opgav den tjeneste og forlod deres rette bolig, og derfor straffede Gud dem ved at lænke dem i underverdenen i årtusinder, indtil de endeligt ville blive tilintetgjort på den yderste dag (Noach s. 148). Disse forestillinger er så (i en eller anden form) taget op af Judas og sandsynligvis også af forskellige andre nytestamentlige forfattere[30][31][32] På den måde giver forfatteren igen et voldsomt billede af, hvor meget disse kristne og især deres vranglærere må tage sig i agt, for når selv englene kan falde fra og deres straf er at være bundet i mørke til dommen, hvorfor skulle Gud så skåne dem, hvis de sætter sig op imod ham? [33].

I dette eksempel hentydes der muligvis også til de måder, man kan falde fra på. Der er muligheden ligesom englene ikke at tage vare på ens høje hverv, det kunne f.eks betyde ikke at ville tjene Gud og så også muligheden for at den kristne jo også kan forlade sin rette bolig, altså forlade den tro som en gang for alle er overgivet de troende.
- 3. eksempel er om Sodoma og Gomorra,[34] der pga. utugtighed straffes med evig ild (vers 7), og dette eksempel er en advarsel mod utugt og unaturlige forbindelser (ganske gives menes der den homoseksualitet, som prægede Sodoma og Gomorra). Eksemplet nævner også, at englene ligeledes havde søgt unaturlige forbindelser, og her hentyder Judas nok til 1 Mos 6,1-2,[35] der nok skal forstås som at nogle engle gik ind og fik børn med menneskekvinder.

Derudover er formuleringen i vers 3 "troen som en gang for alle er overdraget de hellige" ligeledes en advarsel om ikke at miste den tro, da den jo er overdraget en gang for alle, og altså dermed sikkert underforstået at den ikke kan fås igen, hvis den først mistes.

### Hæretikerne
Karakteristikken og advarslen mod de falske lærere (hæretikerne) er det helt centrale i brevet og selve anledningen til det. Dog er det ikke muligt at få et klart overblik over præcis hvilke vranglærere, det drejer sig om, da Judas brugte meget almene vendinger om dem. De har ifølge brevets forfatter sneget sig ind i menigheden, så de i virkeligheden ikke hørte til der, men er kommet udefra. Det kunne tyde på, at de som omrejsende missionærer er kommet og er ved at overtale menigheden til at følge deres lære og livsførelse. Det er dog ikke sikkert, at de fysisk er kommet tilrejsende. Det skal forstås åndeligt, som at de ikke hører til blandt de troende, men mangler Ånden (Jud 19). Det er altså ikke-troende, fremmede, der har stjålet sig adgang til menigheden.
- Den første karakteristik af disse vranglærere er, at de misbruger Guds nåde til tøjlesløshed (Jud 4). Denne anklage får ud fra en fordrejning af Guds nåde vranglærerne til at slutte, at de kan synde, så meget de vil. I Judas' samtid var det udbredt religiøs forestilling, at havde man blot den rette tro og indsigt i verdens indretning og menneskets natur, var man frelst og hævet over synden, så man kunne tilfredsstille sine lyster uden dermed at synde. Ja, at synde kunne ligefrem være en dyd, da den viste ens frigjorthed.[36] Den tankegang fandtes også blandt kristne, og Paulus må endda korrigere nogle, der ville opfatte ham sådan: "Skal vi da blive i synden, for at nåden kan blive så meget større? Aldeles ikke!" siger han i Rom 6,1.
- De fornægter vor eneste hersker og herre, Jesus Kristus betyder sandsynligvis ikke at disse vranglærere vil påstå, at Jesus ikke er vigtig eller ikke har eksisteret, men uden at vi nærmere ved, hvad Judas har ment, betyder det nok at de, ligesom Guds nåde, har fordrejet forståelsen og betydningen af Jesus til noget, der får Judas til at se det som en fornægtelse af Kristus. Det kan være fornægtelse af Jesu guddommelig eller hans menneskelighed eller måske fornægtelse af hans forsoningsværk på korset eller anden hæresi (kætteri).
- Sætningen, de tilsøler legemet (Jud 8), må på baggrund af de to foregående vers sandsynligvis dreje sig om seksuel (evt. homoseksuel) synd og hentyder måske til at disse mennesker "synder på nåde"(jf. Jud 4). Det er ligeledes seksuelle synder, der får Paulus til at korrigere sætningen "alt er tilladt mig" med tilføjelsen "men ikke alt gavner".[37] Altså har forkyndelse om Guds nåde og ideen om, at "alt er tilladt" fået mennesker i Korinth, og sandsynligvis også i den menighed Judas skriver til, til at leve, ifølge jødisk-kristen forståelse, seksuelt løssluppent.
- De spotter både Herrens myndighed (8-9) kunne handle om det samme som i v.4, hvor de fornægter Jesus Kristus (Herren). Dog i lyset af tilføjelsen andre jordiske magter og ærkeenglen Mikael, der ikke turde spotte Djævelen, bliver det klart at spotten også omhandler overnaturlige væsener som Djævelen, engle og dæmoner. Alt sammen noget disse mennesker ikke har forstand på. Det, de har forstand på, kan sammenlignes med dyrs instinkter og fører blot i fordærv, er Judas dom over dem.

- Herefter kommer tre dystre eksempler fra Det Gamle Testamente, som disse hæretikere ligner
  - De har slået ind på Kains vej, beskylder dem for den samme adfærd som denne første morder i Bibelen, der slog sin egen bror ihjel.[38] Om det betyder, at disse mennesker er voldelige og måske endda mordere i sådan helt bogstavelig forstand er langt fra nødvendigt. Det kan også blot være tænkt på en åndelig vold på menigheden, ved at ville lede dem bort fra Kristus.
  - For vindings skyld er disse mennesker som den griske spåmand Bileam, der var klar til for betaling at forbande Guds folk, og han blev kun bremset af et æsel, der talte med menneskestemme.[39][40] På samme måde er disse vranglærere, ifølge Judas, ude på at få materiel vinding af deres lære. De smigrer folk for egen fordels skyld, og på den måde bringer de forbandelsen over Guds folk, set fra forfatterens side.
  - Den opsætsige Kora er en af de mænd, der under israelitternes ørkenvandring gjorde oprør mod Moses og gik til grunde, ved at jorden spærrede sit gab op, så han styrtede levende ned i dødsriget.[41] Igen en sammenligning der skal tydeliggøre, hvordan disse mennesker sætter sig op med den kirkelige autoritet, og at de vil få et frygteligt endeligt.
- De mennesker er skampletter på menighedens kærlighedsmåltid (Se senere afsnit), hvor de i modsætning til at vise kærlighed, er egoistiske og kun sørger for sig selv, for at de selv får noget at spise.

Også andre poetiske og stærke metaforer beskriver disse mennesker. De er som skyer, der ikke giver regn: de ligner nogle, der kan give velsignelse (regn), men man skuffes, og de ligner træer, der burde give frugt, men ikke gør det. De er bølger, der skummer af skam og vildfarende stjerner (svarende til de faldne engles vildfarelse)  (12b-13). Hæretikerne klager over deres skæbne, men samtidigt følger de de ugudelige lyster, der har bragt dem i uføre.
Judas slutter sin karakteristisk med at påpege, at det er disse mennesker, der skaber splittelsen i kirken ved deres vranglære og livsførelse, da de er ikke-troende, sjælelige mennesker, der mangler Ånden og de står under Guds frygtelige dom, for det de gør.

### Dommen over de falske lærere
Brevet er hele vejen igennem en knusende dom over hæretikerne. Alle eksemplerne fra Bibelen, både israelitterne, der blev udryddet i ørkenen, de faldne engle, der er bundet i mørket med evige lænker, Sodoma og Gomorra, der straffes med evig ild, Kain, der blev fredløs, Bileam, der blev dræbt med sværd og Kora, der styrtede levende ned i dødsriget, er jo frygtelige advarsler om, hvordan det vil gå disse vranglærere.
Vranglærerne klager over deres skæbne og et dystert mørke venter dem. Der er ifølge Judas allerede for længe side skrevet om, at de skulle rammes af denne dom. Hvad Judas sigter på, kan ikke helt bestemmes. Måske de bibelske eksempler, der er nævnt ovenfor eller den profeti som Enok (se senere afsnit) profeterede over dem, og som citeres af Judas i vers 14-15:
"Se, Herren kommer omgivet af sine titusinder af hellige for at holde dom over alle og straffe enhver sjæl for alle de ugudelige gerninger de har begået og for alle de hårde ord, disse ugudelige syndere har talt imod ham"
Dette handler om dommedag, og det er da også tydeligt, at det er straffen på den yderste dag, der først og fremmest sigtes til i brevet. Helvedet og dommedag er altså tydelig tegnet op i brevet som en realitet.

### Formaninger
På baggrund af det negative (advarslen mod vranglærerne og deres livsførelse) giver Judas i vers 20 og 21 en række positive formaninger til de kristne. Formaningsafsnittet indledes med et men I min kære, og det viser at efter at have talt om vranglærernes dårligdomme, så skal de sande troende tro og leve deres liv i tydelig kontrast til hæretikernes liv og tro. Derfor er disse to vers også en klar formaning til at gøre præcis det modsatte af, hvad disse hæretikere gjorde (ses tabel I).
| Hæretikerne:                        | De kristne formanes til at:     |
| ----------------------------------- | ------------------------------- |
| fornægter troen (v.4)               | opbygges i troen (v.20)         |
| mangler Ånden (v.19)                | bede i Helligånden (v.20)       |
| ødelægger kærlighedsmåltidet (v.12) | bevares i Guds kærlighed (v.21) |
| dystert mørke venter dem (v.13)     | vente på evigt liv (v.21)       |

### Forhold til de frafaldne
Da vranglæren har bredt sig, er der også nogle, som er blevet påvirket af den i forskellig grad, og her nævner Judas tre grupper af mennesker, der skal forholdes til på tre måder:
- Den tvivlende: Disse mennesker, der måske under påvirkning af vranglære er kommet til at tvivle, er der et råd til. De skal vises barmhjertighed. Her nytter åbenbart ikke hårde ord, som Judas ellers bruger adskillige af i brevet, men omsorg og barmhjertighed
- Den næste gruppe skal rives ud af ilden: Dette lyder langt hårdere, og der tænkes sandsynligvis på en form for menighedstugt, som minder om den, vi ser i 1. Korintherbrev og 1. Timotheusbrev, hvor der er mennesker, der skal overgives til Satan, for at de skal lære ikke at spotte (1 Tim 1,20). Det betyder ikke, som ellers let kan forstås, at alt håb ude, men derimod at denne overgivelse skal få det kødelige til at kan gå til grunde, for at ånden kan frelses på Herrens dag (1 kor 5,5). Det vil sige, at mennesker ved at blive overgivet til Satan, netop dermed får mulighed for frelse. Denne kirketugt bestod normalt i udelukkelse fra menighedsfællesskabet (ekskommunikation). Om det er en paulinsk kirketugt, Judas tænker på eller andet, kan næppe afgøres
- Den sidste gruppe skulle læserne ligeledes være barmhjertige imod, dog med tanke på, at denne gruppe er farlig, og skulle behandles med stor frygt, så de endog skyr den kjortel, der er plettet af deres syndige krop. Dette var ikke for at hjælpe, men for at beskytte den kristne menighed fra selv at blive smittet af den vranglære, de var smittet med

### Doxologien
Judasbrevets afslutter med lovprisning, der følger en traditionel liturgisk form:
| Citat | Ham som formår at værne jer mod fald og stille jer over for sin herlighed, uden fejl og fulde af jubel, den eneste Gud, vor frelser ved vor Herre Jesus Kristus, ham være ære og majestæt, magt og myndighed før tidens begyndelse, nu og i al evighed! Amen | Citat |
|       | |       |

Lovprisningen (doxologien) begynder som trøst til de kristne: at Gud formår at værne den kristne mod fald, trods forfatterens advarsler og trods vranglærens hærgen. Derved kommer en spænding ind i brevet: På den ene side den overhængende fare for frafald i menigheden (så overhængende at Judas måtte slippe sit oprindelige forehavende for at skrive dette brev). Og på den anden side fortrøstningen over, at Gud formår at værne sin menigheden mod fald. Ud over at værne menigheden formår Gud at stille den kristne over for sin herlighed, uden fejl og mangler.
Det er interessant, at det er Gud, der kaldes for frelser og ikke Jesus, og at det ikke er klart, om lovprisningen gælder Jesus eller Gud. Dette er et eksempel på, at selv om treenighedsbegrebet og tanken om Jesu guddommelighed måske ikke var helt fuldt udformet i den tidlige kirke, så er der ikke noget tydeligt skel mellem Gud og Jesus. Den sidste sætning i brevet minder på mange måder om den afsluttende lovprisning, der er tilføjet Matthæusevangeliets version af Fadervor, og som er en fast del af Fadervor i alle kirker. Det tyder på, at disse ord var en fast doxologi allerede i den tidligste kirke.

## Detaljer

### Sammenhængen med Andet Petersbrev
Brevet ligner Andet Petersbrev. Særlig kapitel to og Judasbrevet vers 3-16 har så store lighedstræk, at det ene må være en form for fri kopi af den anden. På den anden side indeholder Judasbrevet adskillige uafhængige elementer, og konteksten i de to breve er på mange måder forskellig. Spørgsmålet er så, hvordan de to skrifter forholder sig til hinanden, og hvilket af dem, der kommer først. Dette spørgsmål er ikke afgjort, men moderne forskere hælder til, at Judasbrevet er det ældste.
Men Judas 18 citerer 2 Pet.3:3;
- 2 Peter 3:3 idet I først og fremmest mærke eder dette, at i de sidste Dage skal der komme Spottere med Spot, som vandre efter deres egne Begæringer
- Judas 1:18 thi de sagde eder: I den sidste Tid skal der være Spottere, som vandre efter deres Ugudeligheders Begæringer.

En tredje mulighed er, at begge breve bygger på en fælles fast advarselstradition (skriftligt eller mundtligt) om vranglærere, som begge breve så uafhængigt af hinanden benytter sig af.
| Judasbrevet                                                                                           | Anden Petersbrev |
| --- | --- |
| v2: ...i stadig rigere mål                                                                            | 1,2 ...i stadig rigere mål i erkendelsen..                                                                                    |
| v3: kæmpe for den tro                                                                                 | 1,5: sæt jeres iver på, at I til jeres tro..                                                                                  |
| v4: ...fornægter vor eneste hersker og herre, Jesus Kristus                                           | 2,1: ... tilmed fornægte den Herre som købte dem                                                                              |
| v5a: ...vil jeg alligevel minde jer                                                                   | 1,12: ..vil til stadighed minde jer om                                                                                        |
| v6: de engle ... holder han bundet i mørket med evige lænker indtil dommen                            | 2,4: de engle ... holdes i mørkets lænker indtil dommen                                                                       |
| v7: Sodoma og Gomorra ... fremstår som et afskrækkende eksempel                                       | 2,6: Sodoma og Gomorra dømte han ... til et advarende eksempel                                                                |
| v8: lader hånt om Herrens myndighed og spotter overjordiske magter                                    | 2,10: foragter Herrens myndighed ... spotte overjordiske magter                                                               |
| v9: engang ærkeenglen ... ikke at udtale nogen spottende dom                                          | 2,11: mens dog englene ... ikke udtaler nogen spottende dom                                                                   |
| v10: spotter, hvad de ikke har forstand på ... ligesom de umælende dyr                                | 2,12: spotter, hvad de ikke begriber, er som umælende dyr                                                                     |
| v11: slået ind på Kains vej ..., for vindings skyld givet sig Bileams vildfarelse                     | 2,15: slog ind på samme vej som Bileam, ... på uretmæssig vinding                                                             |
| v12: deltager i gildet og bare sørger for sig selv..                                                  | 2,13: svælger i deres egne bedragerier, ... holder gilde sammen med jer                                                       |
| v12-13: som skyer, der drives forbi af vindene ... og dystert mørke venter dem                        | 2,17: tåger, der jages af stormen, og dystert mørke venter dem                                                                |
| v17: Men I, mine kære ... genkalde jer de ord, som tidligere er sagt af vor Herre Jesu Kristi apostle | 3,1-3: Mine kære, ... huske de ord, som tidligere er talt ... vor Herre og frelsers bud, som I har fået gennem jeres apostle. |
| v18»I den sidste tid vil der komme spottere, som følger deres egne ugudelige lyster                   | 3,3: i de sidste dage vil komme spottere, som følger deres egne lyster                                                        |
| v24: ...(Gud formår) at stille jer over for sin herlighed, uden fejl                                  | 1,2: ...vær ivrige efter at stå uplettede og lydefri for ham i fred                                                           |

### Brug af apokryfiske skrifter
Judasbrevet gør flere gange brug af ikke-bibelsk materiale, de såkaldte gammeltestamentlige pseudepigrafiske skrifter. Han bruger med sikkerhed materiale fra det Første Enoksbog men sandsynligvis også fra Moses' himmelfart. Derudover kan der være tale om, materiale fra Naftalis Testamente og fra Asers Testamente Denne brug af ikke-autoritative skrifter har tydeligvis været med til at så tvivl om Judasbrevets berettigelse blandt de kanoniske skrifter (se tidligere afsnit). Der er dog adskillige andre steder i Det Nye Testamente, hvor der bruges udenom-bibelsk materiale, både citater fra hedenske digtere og fra jødiske skrifter, uden at det behøvede at betyde, at de nytestamentlige forfattere (og heller ikke Judas) anerkendte disse skrifter generelt som hellige og autoritative. Tilstedeværelsen af apokryfisk materiale har i hvert fald ikke været set som afgørende for at udelukke skriftet fra kanon.

#### Første Enoksbog
Første Enoksbog er et gammeltestamentligt pseudepigrafisk skrift, der dog er med i
Den etiopisk-ortodokse kirkes Gamle Testamente. Skriftet er en apokalypse, der er tillagt den bibelske person Enok, som ifølge Første Mosebog var det syvende slægtled fra Adam og som vandrede med Gud, hvorefter Gud tog ham bort, højst sandsynlig ved en eller anden form for himmelfart. Dateringen af skriftet er svær, med sandsynligvis mellem 166-110 f.Kr. Nogle mener dog meget senere, da der eventuelt kan spores kristen påvirkning i skriftet. Der er dog ingen tvivl om, at det ikke er et kristent, men derimod et klart jødisk skrift.
Judasbrevet har flere hentydninger til Enoksbog, heriblandt særligt i vers 15, der nærmest er et citat fra 1 Enok 60,8 og 1,9;
- 1 Enok 60,8 "Enok, den syvende fra Adam" og
- 1 Enok 1,9 "Og se! Han kommer med titusinder af hellige for at holde dom over dem, og han vil tilintetgøre de ugudelige og gå i rette med alt kød for alt, hvad synderne og de ugudelige har gjort og begået af ugudeligt mod ham."

1 Enok 1:9 Enoch er selv en udvidelse af ord Moses, og ikke af Enok:
- 5 Mosebog 33:2 Han sagde: HERREN kom fra Sinaj, fra Seir fremstråled han for dem, brød frem i Lysglans fra Parans Bjerge og kom fra Meribat Kadesj. Ved hans højre lued Ild dem i Møde.

#### Moses himmelfart
Origenes hævder, at Jud 9 referer til en jødiske fortælling, der beretter hvordan Satan ved Moses' død gjorde et sidste forsøg på at hævde sin magt og kræve Moses' lig, ved at anklage Moses for mordet på en egypter. Ærkeenglen Mikael gør derimod Satan tavs med ordene "Herren straffe dig", og redder dermed Moses' legeme og retfærdiggør Moses som Guds tjener.
Selve historien er sammenfattet er forskellige jødiske kilder fra tiden både før og efter Judasbrevets afskrift. Derimod er den kilde, som Judas har brugt, sandsynligvis en nu en tabt afslutning til det pseudepigrafiske skrift Moses' himmelfart. Skriftet er en apokalyptisk fremstilling af Israels kommende skæbne helt frem til tidernes ende, men da afslutningen mangler kan det ikke med sikkerhed siges, om det virkeligt er dette skrift, der benyttes af Judas.

### Engle
Judasbrevet har flere beskrivelser af engle, som her, ligesom i resten af Det Nye Testamente, er en naturlig del af forfatternes univers. Han nævner Ærkeenglen Mikael, der kæmper mod Djævelen om Moses' lig. For Judas findes der altså en sprituel og åndelig verden, hvor der foregår en krig om mennesker, sandsynligvis særlig om de troende. Dermed sættes der en fortælling på citatet fra Efeserbrevet, hvor der tales om at den kristne ikke kæmper "mod kød og blod, men mod myndigheder og magter, mod verdensherskerne i dette mørke, mod ondskabens åndemagter i himmelrummet".
Ligeledes tales der i brevet om de faldne engle, der ikke tog vare på deres hverv, men forlod deres rette bolig, og nu holdes bundne indtil dommedag (Jud 6). Dette vers giver en ganske bestemt tolkning af 1. Mosebog 6,1-2, og viser os, hvordan man forestillede sig dæmonerne blev til. Dæmoner er altså faldne engle, som gjorde oprør mod det hverv, de havde fået af Gud, som nu venter en straf. Som Jesus ifølge Matthæus skriver om helvede, så var helvedet "bestemt for Satans og hans engle".

### Agapemåltidet
En interessant detalje er brugen af ordet kærlighedsmåltid i brevet (på græsk – agape), som er det eneste sted i Bibelen, hvor det ord bruges. Dog er det måltid sandsynligvis i det store og hele det samme, som den nadver der nævnes i Første Korintherbrev kapitel 11. Nadveren blev set som et kærlighedsmåltid, hvor man kom sammen for at være et og på den måde udtrykke enheden i Kristus og menigheden som en familie, og derfor er kritikken både i Judas og hos Paulus den, at når så nogle spiser af egen mad og sørger for sig selv, mens andre sulter, så ødelægges kærlighedsmåltidet. Under kærlighedsmåltidet blev nadveren uddelt, men nadveren var ikke nødvendigvis hele måltidet. Nadveren kan forstå som kulminationen på måltidet.
I Den Ortodokse Kirke er der efter gudstjenesten (og efter selve nadveren) mulighed for af præsten af få et stykke brød, som man spiser og som udtrykker dette kærlighedsmåltid.

## Virkningshistorie
Judasbrevets virkning er langt fra stor, og skriftet er blandt de mindst læste af Bibelens skrifter. Skriftet er kort, og selv om det traditionelt er anset som et brev skrevet af Jesu egen bror, så har Judas' perifere betydning for kirken nok haft indflydelse på den manglende brug af skriftet i kirken og dogmatikken. I Den Danske Folkekirke bruges kun en eneste tekst fra brevet i gudstjenesten; det er en episteltekst til 17. søndag efter trinitatis efter anden tekstrække. Teksten er taget fra Judasbrevets sidste del, vers 20-25, og evangelieteksten til samme dag fra Matthæus 9,9-17 kan heller ikke knyttes umiddelbart til Judasteksten.
I andre lande har betydningen af citatet fra Første Enoksbog været årsag til, at den etiopisk-ortodokse kirke har taget dette pseudepigraf med i deres kanon. Derudover har brugen af ordet kærlighedsmåltid haft en betydning for afslutningen på den Den ortodokse kirkes afslutning af gudstjenesten i Chrysostomos-liturgien, der bruges til hver højmesse, bortset fra i fasten.
Også opfattelsen af engle har givetvis haft betydning for tanken om de faldne engle, som findes i de kristne opfattelse af engle og dæmonverdenen.

### Sekundær litteratur
- Noack, Bent Petersbrevene og Judasbrevet, Det danske Bibelselskab, København 1989. ISBN 87-7523-219-7

- Bauckham, Richard Word Biblical Commentary 50, J. Jude, 2 Peter, Word Books, Publisher, Waco, Tex 1983. ISBN 0-8499-0249-5
- Lawlor, George Lawrence: Translation and Exposition of The Epistle of Jude, Presbyterian and Reformed Publishing Co, 1972.
- Reicke, Bo The Anchor Bible 37, The Epistles of James, Peter, and Jude, Doubleday Company, InC, Garden City, 1964.

### Online oversættelser af Judasbrevet
- Judasbrevet hos Det Danske Bibelselskab
- Judasbrevet – Dansk oversættelse fra 1933, taget fra Biblegateway, hvor der findes 75 bibeloversættelser fordelt over 35 sprog.

### Online kommentarer til Judasbrevet
- Christian Bible Links Arkiveret 22. oktober 2007 hos  Wayback Machine
- Easton's Bible Dictionary, (1897)
- Catholic Encyclopedia
- Comprehensive study the Epistle of Jude
- An Exegesis of Jude by Michael Quandt Arkiveret 14. juni 2007 hos  Wayback Machine

### Online kommentarer til enkelte emner i brevet
- Biblaridion magazine: Examining the relationship between Jude and II Peter (part-1) Arkiveret 11. oktober 2007 hos  Wayback Machine
- Biblaridion magazine: Jude (part two): Exegesis of difficult passages in Jude and II Peter Arkiveret 6. oktober 2007 hos  Wayback Machine
- A reaction to the apparent regarding of Enoch and the Assumption of Moses as canonical by Jude
- Engelsk oversættelse af Hegissipus' skrifter, hvor Judas' efterkommere nævnes